# (300176) 2006 WG26
(300176) 2006 WG26 es un asteroide perteneciente al cinturón de asteroides descubierto el 18 de noviembre de 2006 por el equipo del Spacewatch desde el Observatorio Nacional de Kitt Peak, Arizona, Estados Unidos.

## Designación y nombre
Designado provisionalmente como 2006 WG26.

## Características orbitales
2006 WG26 está situado a una distancia media del Sol de 3,188 ua, pudiendo alejarse hasta 3,416 ua y acercarse hasta 2,961 ua. Su excentricidad es 0,071 y la inclinación orbital 8,460 grados. Emplea 2080,03 días en completar una órbita alrededor del Sol.

## Características físicas
La magnitud absoluta de 2006 WG26 es 15,5. 